# Yumyn-Udyr Dorsa
Gli Yumyn-Udyr Dorsa sono una struttura geologica della superficie di Venere.